# 斑帶吻鰕虎魚
斑帶吻鰕虎魚，为輻鰭魚綱虾虎鱼亚目鰕虎魚科的其中一種

## 分布
本魚分布於臺灣南部地區及中國。

## 特徵
本魚體延長，圓鈍而後方側扁，背側呈淺弧形突起。頭略寬而扁，吻鈍，眼高而略小，眼間距略窄。唇厚，上頷略突，上下頷可達眼前緣垂緣下方。鰓裂延伸到鰓蓋中線下方，峽部略寬。體被大櫛鱗，胸鰭基部裸出，第一背鰭棘第二、第三根較長，尾鰭圓形。體色淡棕色或米黃色，體側具有6-7條深色橫帶，體側鱗片基部呈橘紅色。頰部具有細小紅斑，鰓蓋膜具橘黃色斑點，雄魚第一背鰭具有藍青色斑，第二背鰭及尾鰭具有5-8列垂直之黑褐色點紋。尾鰭基部具有ㄑ形深褐色斑，背鰭硬棘8枚、背鰭軟條8-10，臀鰭硬棘1枚、臀鰭軟條8-9枚，體長可達5公分。

## 生態
本魚棲息在石礫底質的河川，屬底棲性魚類，肉食性。

## 扩展阅读
維基物種上的相關：斑帶吻鰕虎魚